# サンフランシスコ市庁舎
サンフランシスコ市庁舎（サンフランシスコしちょうしゃ）は、アメリカ合衆国のサンフランシスコ市郡の庁舎。ダウンタウン南西の「シビックセンター」と呼ばれる官庁街に位置している。

## 歴史
シビックセンターは1890年代の「都市美運動」の風潮の中で計画された街区である。景観が重視され、建造物は緑地と一体的に整備された。しかし、1899年に完成した旧市庁舎は1906年のサンフランシスコ地震で全壊してしまった。1915年にサンフランシスコ万国博覧会が予定されていたため、直ちに復興計画が策定され新市庁舎建設が準備された。市庁舎の完成は博覧会に間に合わなかったが、市街地の再建は大方完了し「復興」を印象付ける良い機会となった。
1989年、サンノゼ市の南を震源とするロマ・プリータ地震が発生した。この地震により市庁舎は損傷を受けた。地震後、専門家により建物の安全性が調査され、免震装置の設置が必要という結論になった。大型の建造物への免震装置の組み込み（レトロフィット）はあまり前例がなかったが1999年に工事は無事完了した。

## 建築
市庁舎は幅120m、奥行き83m、ドームはパリのオテル・デ・ザンヴァリッドをモデルとしている。高さは93mでワシントンの連邦議事堂より高い。構造体はアメリカン・ブリッジ社の鉄骨が使われ、外装は州内のマデラ郡の石材、内装はアラバマ州、コロラド州、バーモント州の石材が使われている。堂々たる建築だが旧市庁舎より一回り小さい。

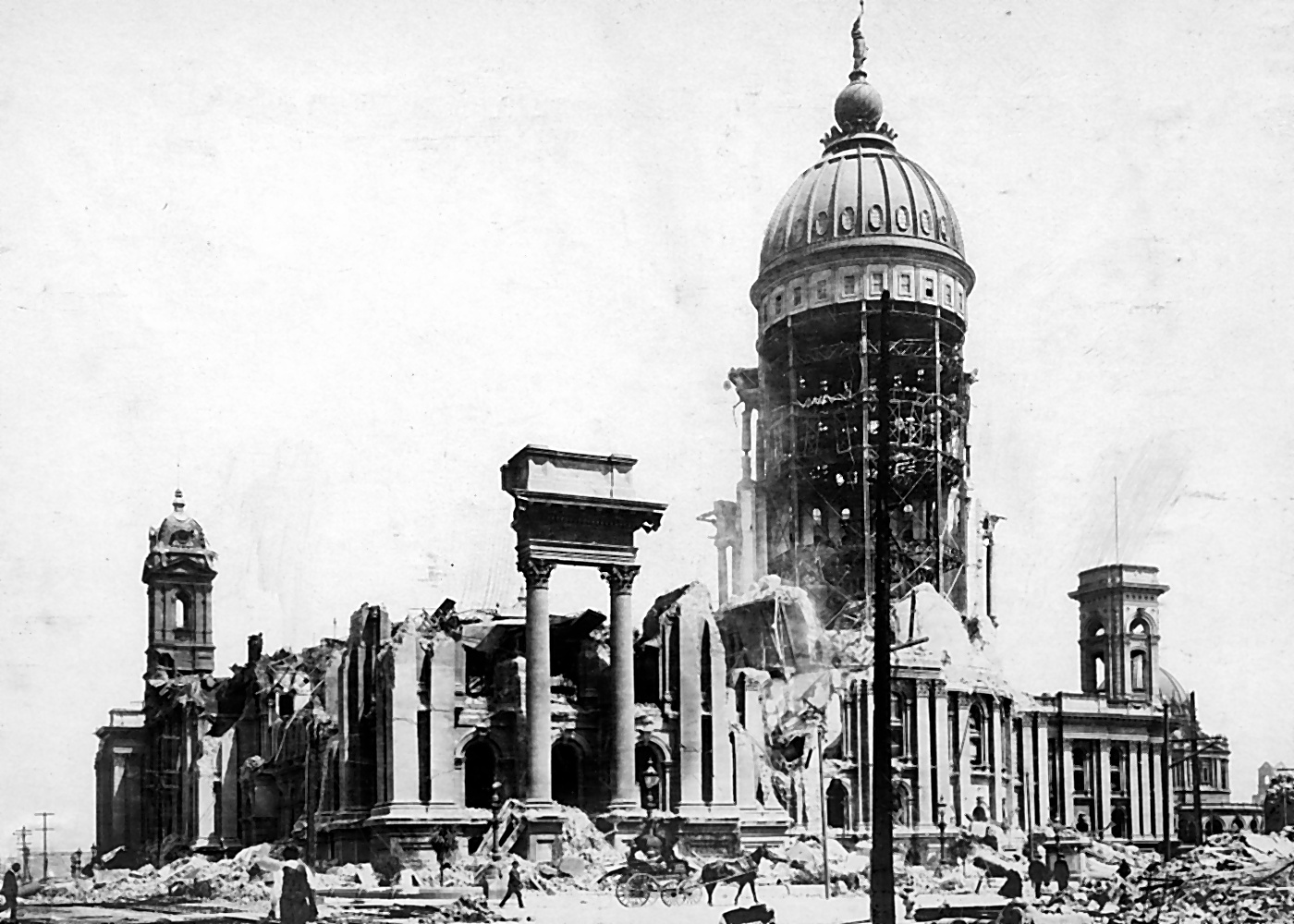
1906年の旧市庁舎の惨状
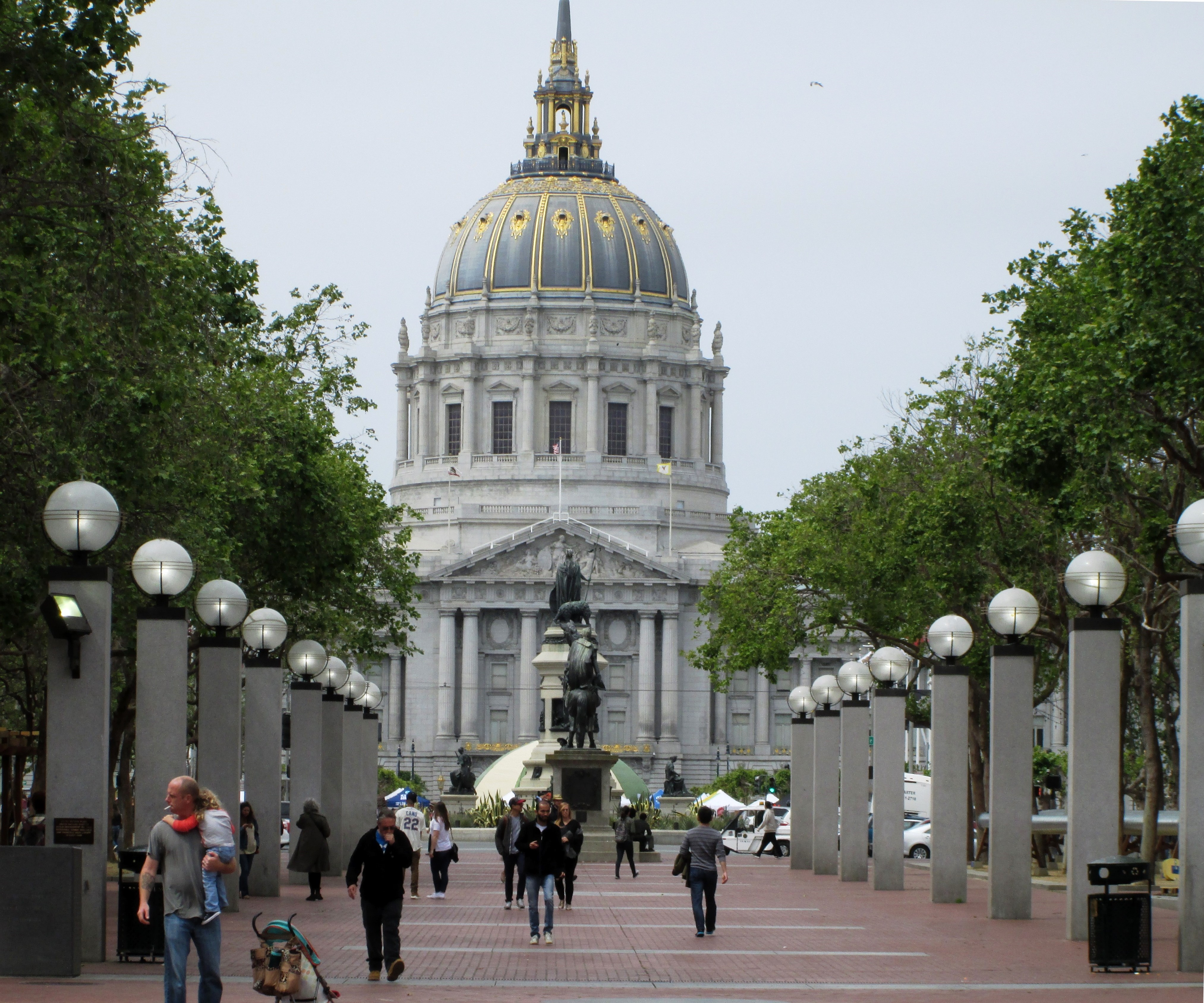
広場から
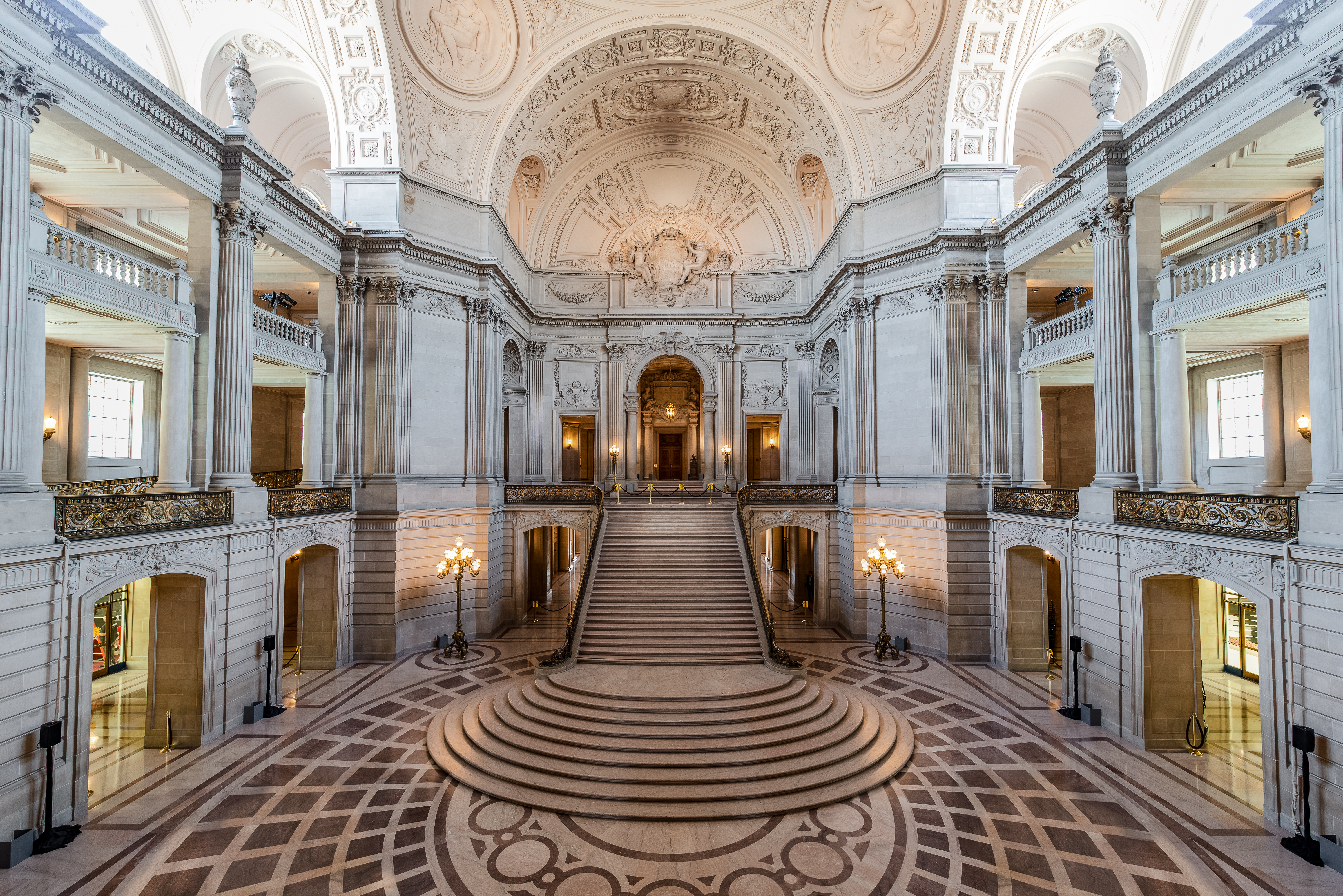
エントランスホール
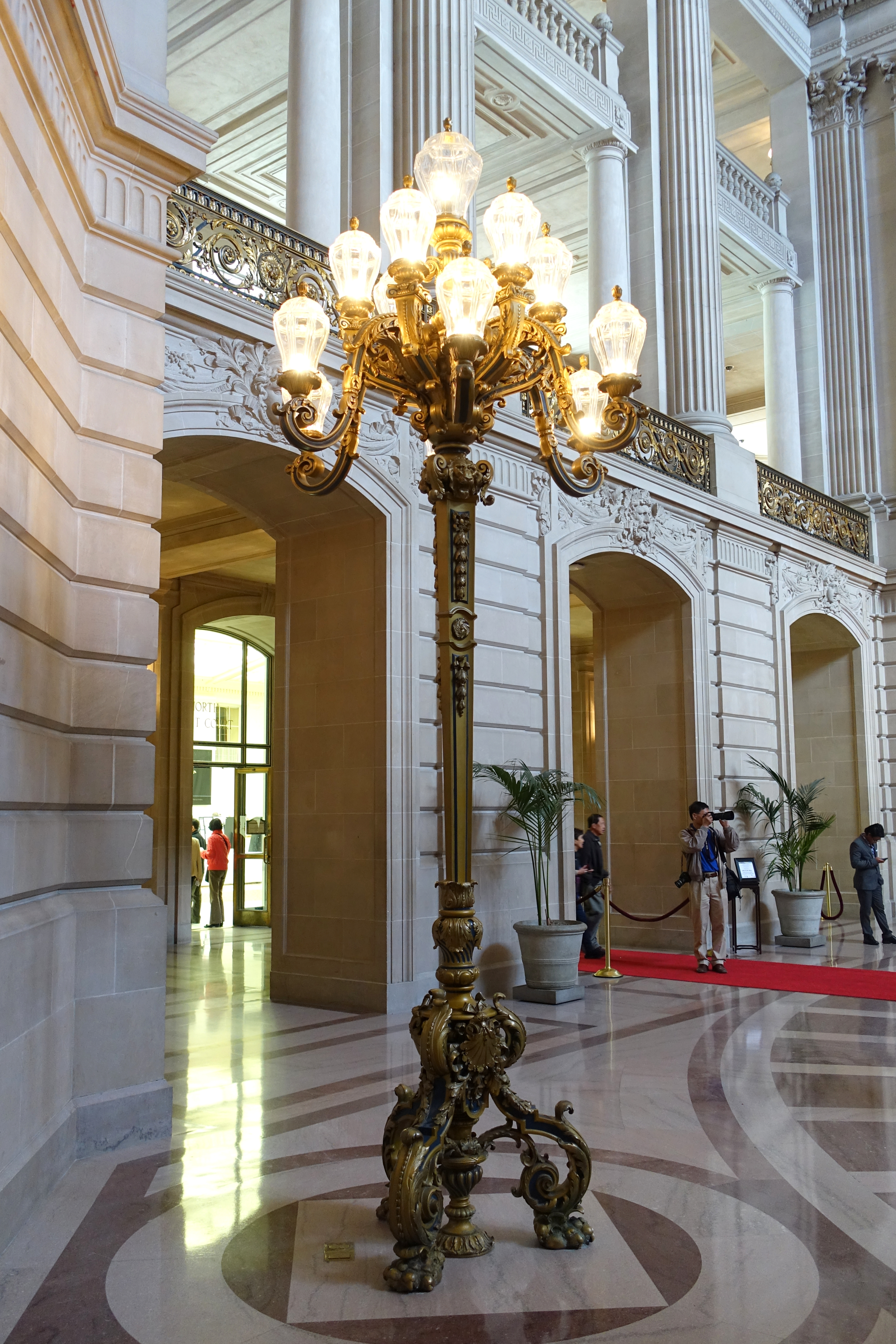
照明